# Hlasování

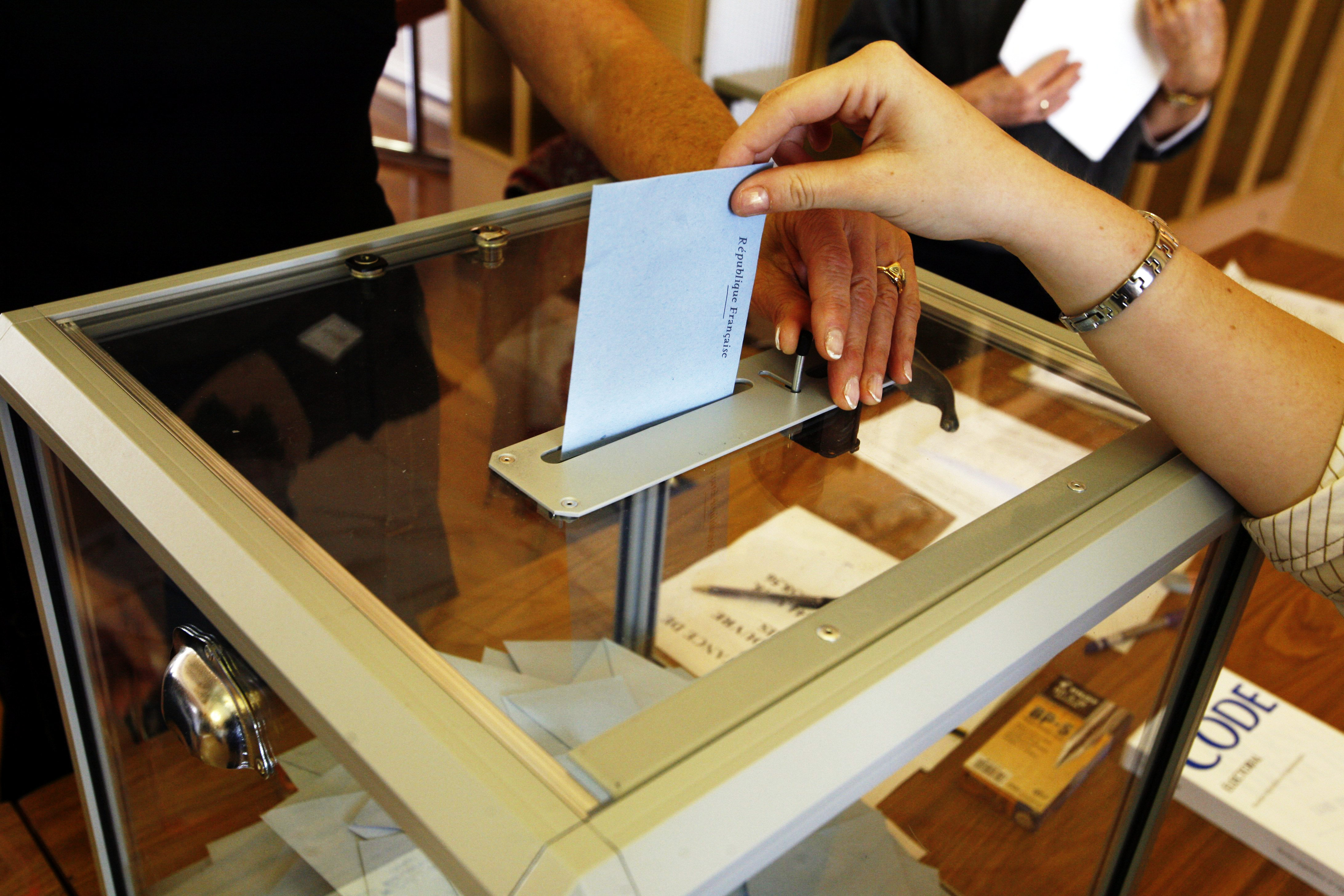
Hlasování v druhém kole francouzských prezidentských voleb v roce 2007.

Hlasování je běžný demokratický způsob, jak:
- řešit věci, včetně sporných, u nichž je žádoucí, nebo ze zákona nutná, shoda (stanovené většiny);
- potvrzovat výsledky veřejné, politické debaty (závazně, po dobu trvání rozhodnutí, než je pozměněno, nahrazeno dalším nebo zrušeno).

Pojem hlasování se považuje za zahrnující jak volby (tj. hlasování o osobách), tak vlastní hlasování o nepersonálních otázkách. Hlasování může být veřejné, nebo tajné. Specifickým druhem volení bez individuálního hlasování je aklamace (latinsky: acclamatio), která je veřejným a kolektivním projevem souhlasu určité skupiny s kandidaturou nějaké osoby. Nejedná se tedy o tajné hlasování, ani o individuální veřejné.
Hlasování je součástí rozhodovacího procesu, kde určitá skupina zúčastněných – v politice voličů, nebo jejich volených reprezentantů např. v parlamentu – dá najevo svůj, závazný, názor. Také český parlament rozhoduje o zákonech a jiných otázkách pomocí hlasování. Většinou stačí prostá nadpoloviční většina. Pro důležitá rozhodnutí je potřeba větší zastoupení hlasů (např. třípětinová většina nebo absolutní většina), proto je vždy stanoveno potřebné kvórum.
Před demokratickým hlasováním předchází veřejné diskuze a debaty, v kterých je tříben názor na věc a jsou zohledňována různá stanoviska, včetně dopadu na vývoj společnosti, veřejné finance, právo apod. Hlasování může být v určitých případech zefektivněno sestavením komise, což bývá zdůvodněno tím, že rozhodování je levnější. Jistá nedemokratičnost může být vyvážena sestavením volené komise a demokratickou kontrolou veřejnosti. V méně demokratických a totalitních systémech bývá hlasování manipulováno, potlačeno až úplně znemožněno.